# Gerhart Schröder
Gerhart Schröder (* 30. Juni 1934 in Würzburg; † 11. Juni 2023) war ein deutscher Romanist.

## Leben
1952 begann er zunächst ein Studium der Naturwissenschaften, studierte dann aber Romanistik und Germanistik in Freiburg, Florenz, Paris und Madrid.
Nach der Promotion zum Dr. phil. an der Albert-Ludwigs-Universität Freiburg am 28. Februar 1963 und der Habilitation 1970 war er von 1974 bis 2001 Professor für Literaturwissenschaft (Romanische Literaturen) in Stuttgart.
Er gründete 1995 das Zentrum für Kulturwissenschaften und Kulturtheorien an der Universität Stuttgart, heute Internationales Zentrum für Kultur- und Technikforschung. Bis 2002 war er dessen geschäftsführender Direktor. Das Zentrum entwickelt interdisziplinäre und internationale Forschungsprojekte, Seminare und Kolloquien in der Wissenschaftstheorie, der Ästhetik und der Kulturtheorie.

## Schriften (Auswahl)
- Baltasar Graciáns „Criticón“. Eine Untersuchung zur Beziehung zwischen Manierismus und Moralistik. München 1966, OCLC 1076172113.
- Logos und List. Zur Entwicklung der Ästhetik in der frühen Neuzeit. Königstein im Taunus 1985, ISBN 3-7610-8309-2.
- Gerhart Schröder (Hrsg.): Anamorphosen der Rhetorik: die Wahrheitsspiele der Renaissance. München 1997, ISBN 3-7705-3196-5.
- mit Helga Breuninger (Hrsg.): Kulturtheorien der Gegenwart. Ansätze und Positionen. Frankfurt am Main 2001, ISBN 3-593-36866-8.
- Die Kunst, anzufangen. Philosophie und Literatur in der Frühen Neuzeit. Paderborn 2013, ISBN 3-7705-5580-5.